# Monte Moulton
O Monte Moulton é um vulcão em escudo largo e coberto de gelo, com 3078 metros de altura, a 16 km a oeste do Monte Berlin na Cordilheira de Flood, na Terra de Marie Byrd, Antártida.
Ele foi descoberto por membros do Programa Antártico dos Estados Unidos (USAS) por meio de voos aéreos em 1940, e foi nomeado em homenagem a Richard S. Moulton, tratador de cães na Base West e membro da expedição de reconhecimento que explorou a ponta oeste da Cordilheira de Flood em dezembro de 1940.

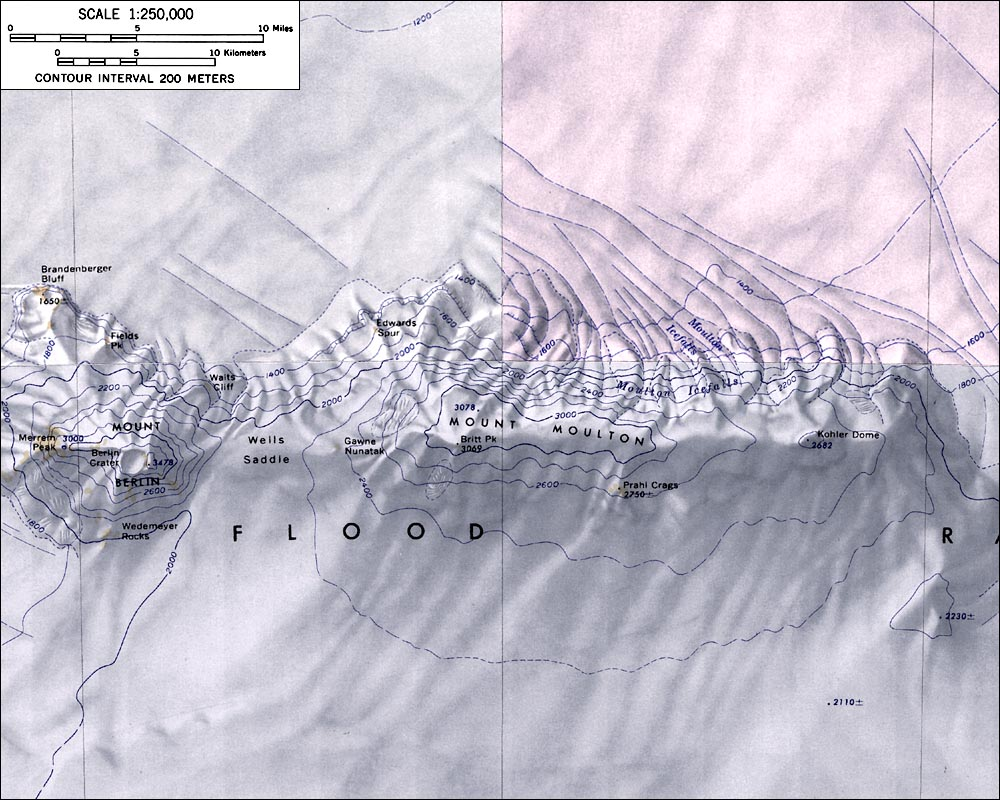
Mapa topográfico do Monte Moulton.

Há escarpas de gelo muito íngremes no lado norte do monte, nomeadas também em homenagem a Moulton. No sopé sul do monte, estão localizadas os Rochedos de Prahl.